# Sweet California
Sweet Califòrnia és una girlband espanyola formada a Madrid el 23 de gener de 2013 per Alba Reig Gilabert, Tamy Nsue Sánchez i Sonia Gómez González. Una productora les va seleccionar per formar un grup.

## Carrera
El seu primer disc anomenat: Break of day sortí al mercat el 15 d'abril de 2014. El disc va aconseguir el disc d'or després de superar les 20.000 còpies i mantenir-se 70 setmanes a la llista dels més venuts al nostre país. En guanyar el disc d'or, van llançar una reedició de Break Of Day incloent portades individuals de cadascuna de les integrants. Va ser un èxit.
El 2 de juny de 2015, va sortir a la venda la seva biografia oficial El Amanecer De Sweet California on expliquen en primera persona la seva infància i adolescència, com van ser els seus inicis en el món de la música, l'enregistrament de Break of the Day, la gira per tot Espanya, i els seus vídeos.
El 31 juliol 2015 van treure el seu nou single Wonder Woman costat del raper nord-americà Jake Miller amb èxit notable. També van treure el 18 setembre 2015 el seu segon disc "Head For The Stars" compost per 11 cançons en anglès en les que canten amb artistes internacionals com Jake Miller, Madcon i Benjamin Peltonen.
A l'octubre del 2015, van visitar Argentina per promocionar el seu disc Head For The Stars. Va sortir a la venda el 18 de setembre.
El 15 de febrer es va donar a conèixer que Rocío Cabrera ja no formaria part de Sweet Califòrnia i es va donar a conèixer l'entrada de Tamy Nsue.
El 2016 van treure el seu tercer disc, amb el nom de "3" i la col·laboració de Jack&Jack i Juan Magan. El 2018 van treure el quart disc, Origen.